# Exoprosopa dedecor
Exoprosopa dedecor är en tvåvingeart som beskrevs av Friedrich Hermann Loew 1871. Exoprosopa dedecor ingår i släktet Exoprosopa och familjen svävflugor. Inga underarter finns listade i Catalogue of Life.